# Natalia Ivaneyeva
Natalia Valentínovna Ivaneyeva –en ruso, Наталья Валентиновна Иванеева– (9 de febrero de 1990) es una deportista rusa que compitió en natación. Ganó una medalla de bronce en el Campeonato Europeo de Natación en Piscina Corta de 2015, en la prueba  de 50 m braza.

## Palmarés internacional
| Campeonato Europeo en Piscina Corta | Campeonato Europeo en Piscina Corta | Campeonato Europeo en Piscina Corta | Campeonato Europeo en Piscina Corta |
| Año                                 | Lugar                               | Medalla                             | Prueba                              |
| ----------------------------------- | ----------------------------------- | ----------------------------------- | ----------------------------------- |
| 2015                                | Netanya (Israel)                    | Medalla de bronce                   | 50 m braza                          |